# Trichogramma artonae
Trichogramma artonae is een vliesvleugelig insect uit de familie Trichogrammatidae. De wetenschappelijke naam is voor het eerst geldig gepubliceerd in 1986 door Chen & Pang.